# Vernonia calycina
Vernonia calycina là một loài thực vật có hoa trong họ Cúc. Loài này được Wall. miêu tả khoa học đầu tiên.